# Müncheni Képzőművészeti Akadémia
A Müncheni Képzőművészeti Akadémia az egyik legjelentősebb és – figyelembe véve az előtte működő oktatási intézményeket – az egyik legrégebbi művészeti intézmény Németországban.

## Története

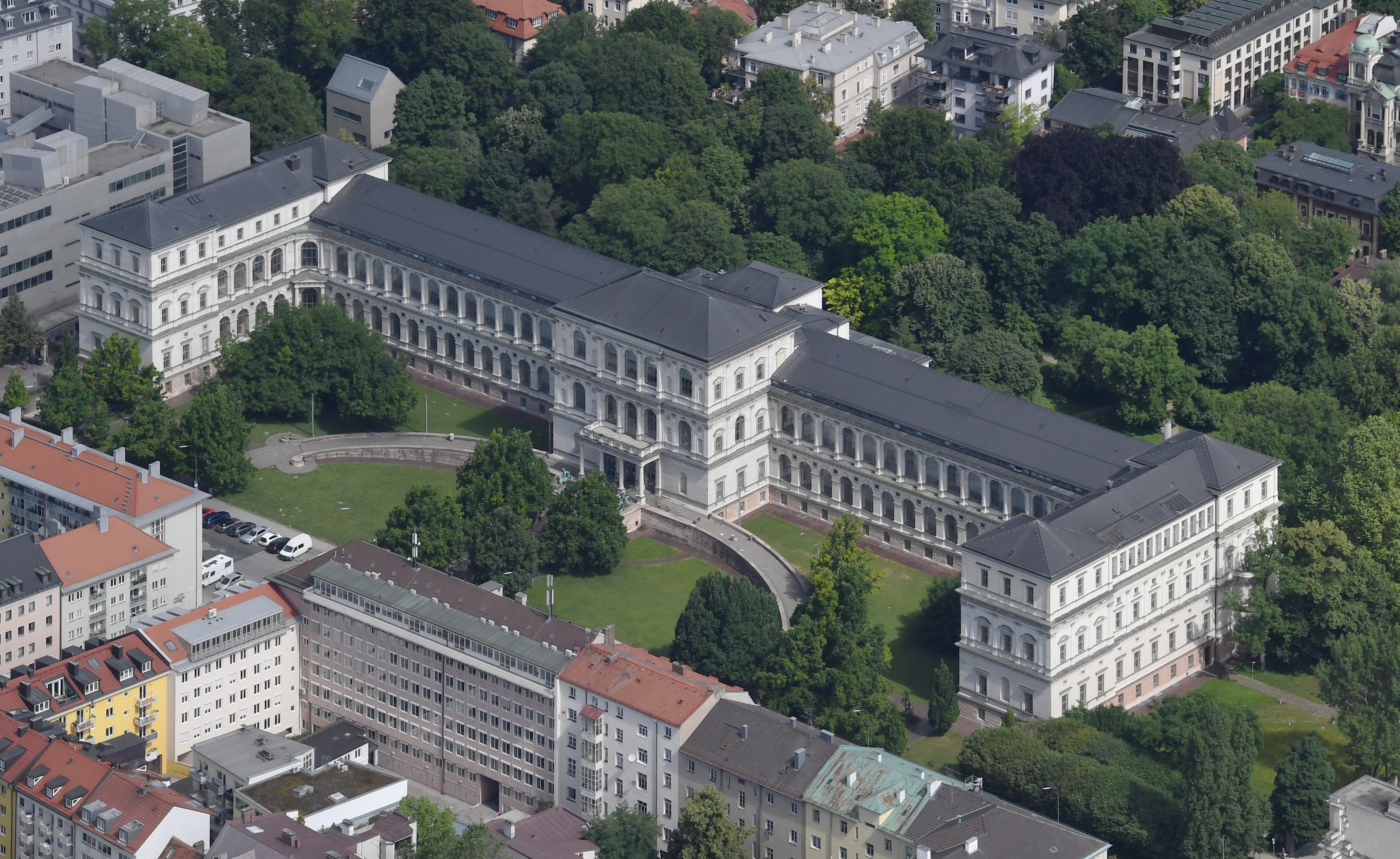
A Müncheni Képzőművészeti Akadémia légifelvétele

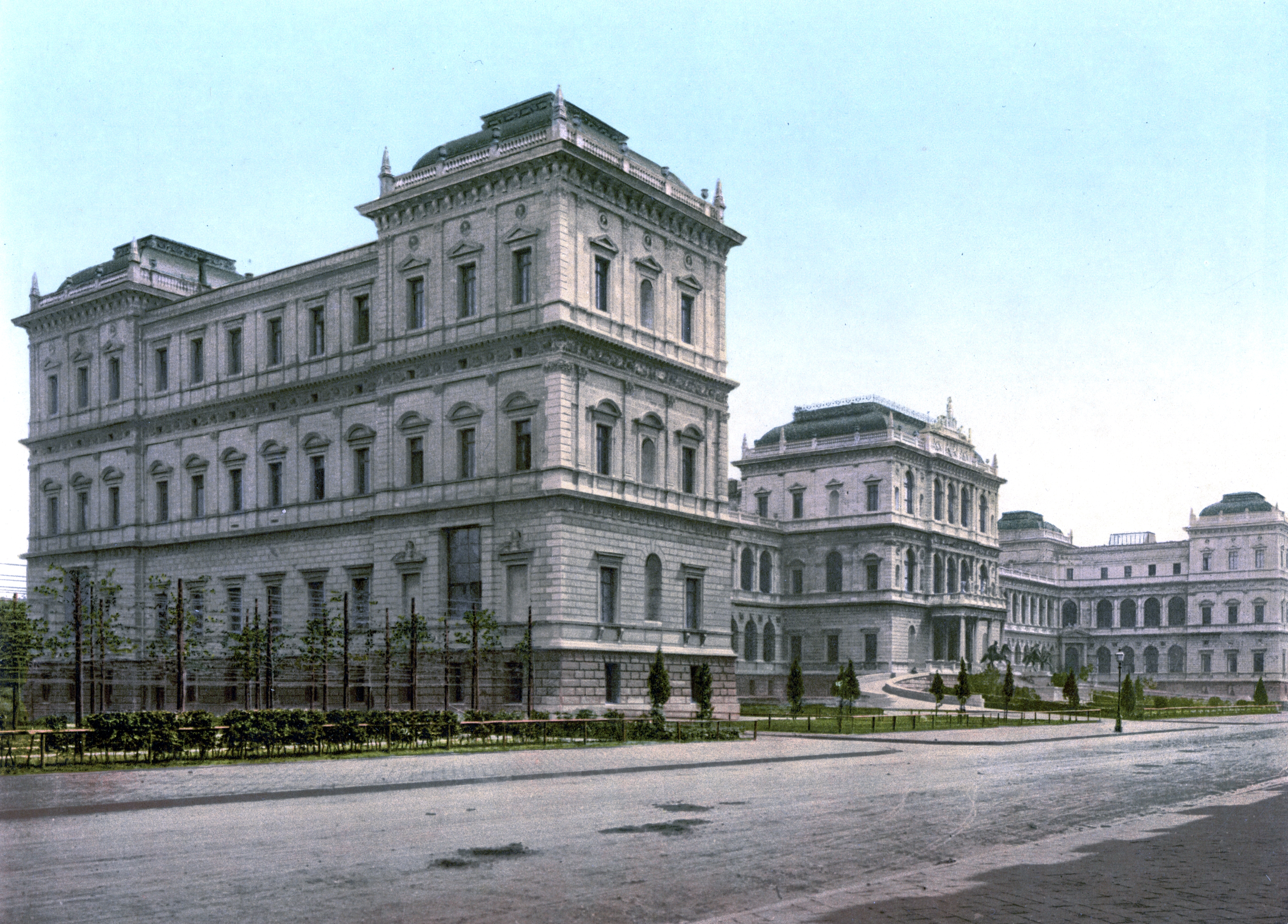
Müncheni Képzőművészeti Akadémia (1900)

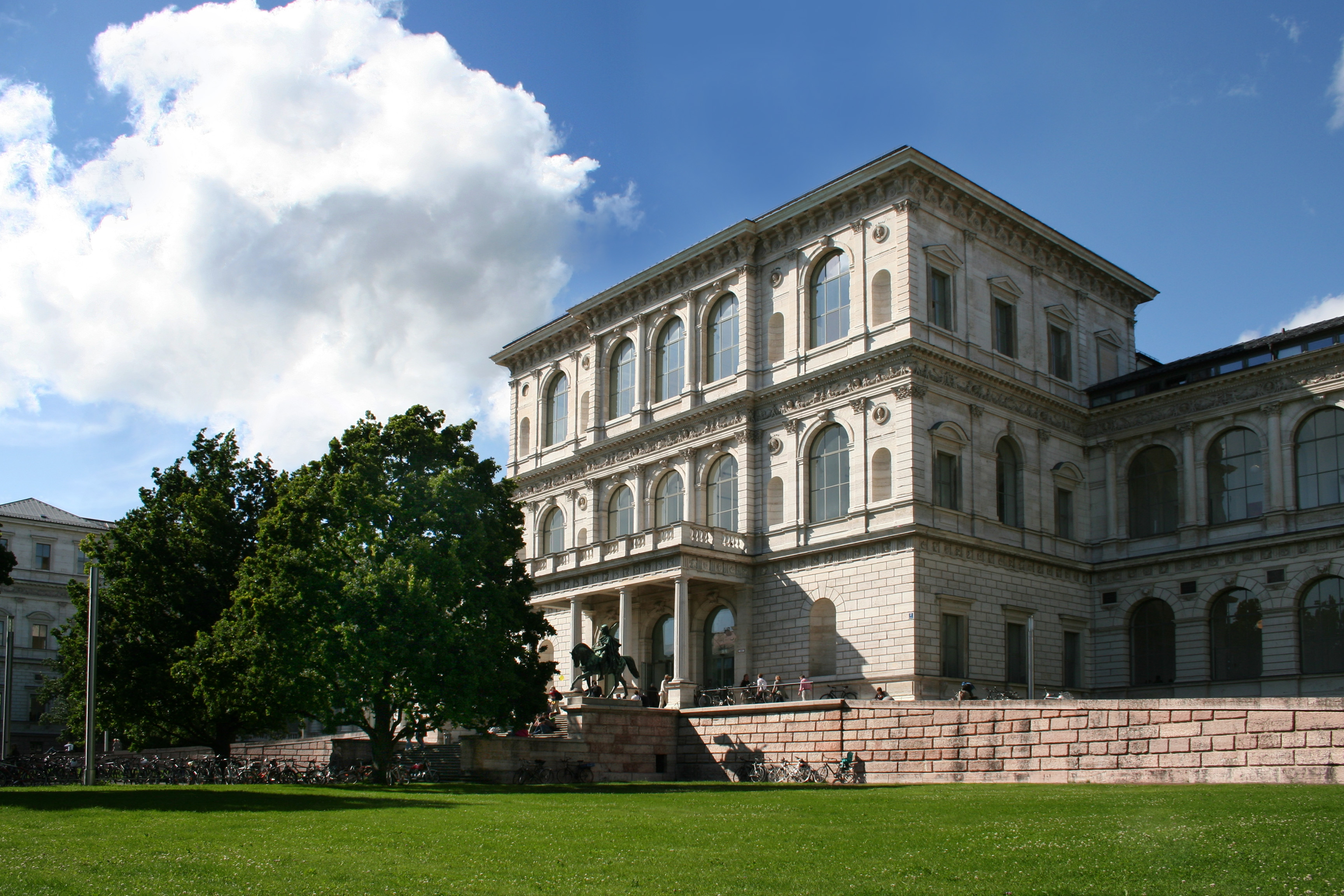
Müncheni Képzőművészeti Akadémia

### „Müncheni Iskola”
Az Akadémia története messze a 18. századba nyúlik vissza, amikor III. Miksa bajor választófejedelem megalapította az úgynevezett „Rajziskolát”, melynek nevében már az „Akadémia” megjelölés szerepelt („Zeichnungs Schule respective Maler und Bildhauer academie”). Első igazgatója Johann Peter von Langer volt, a Düsseldorfi Művészeti Akadémia korábbi vezetője. Az első főtitkára Friedrich Wilhelm Joseph Schelling filozófus lett. Langert 1824-ben Peter von Cornelius követte. Az Akadémia mellett 1868-ban megalapították a Müncheni Királyi Iparművészeti Iskolát. 1886-ban az Akadémia a Siegestor melletti Akademiestraße/Leopoldstraße új, tekintélyes épületébe költözött. Oktatási intézményként betöltött szerepe mellett hamarosan művészeti társaságként is működött. Az első generáció tájképfestői (pl. Max Joseph Wagenbauer, Joseph Wenglein, ifj. Johann Jakob Dorner, Simon Warnberger, Franz Xaver von Meixner) stílusukban irányadóak voltak az akadémia köré épülő Müncheni Iskola fejlődésében, de nem váltak olyan ismertté, mint utódaik.
1852 és 1920 között nem vettek fel nőket a Müncheni Képzőművészeti Akadémiára. A női pályakezdők művészeti képzést csak drága magániskolákban vagy a Müncheni Művészszövetség újonnan alapított női akadémiáján kaphattak. Csak az 1920/1921 téli szemesztertől kezdve vettek fel nőket a férfiakkal azonos feltételek mellett, a németországi akadémiák közül utolsóként.

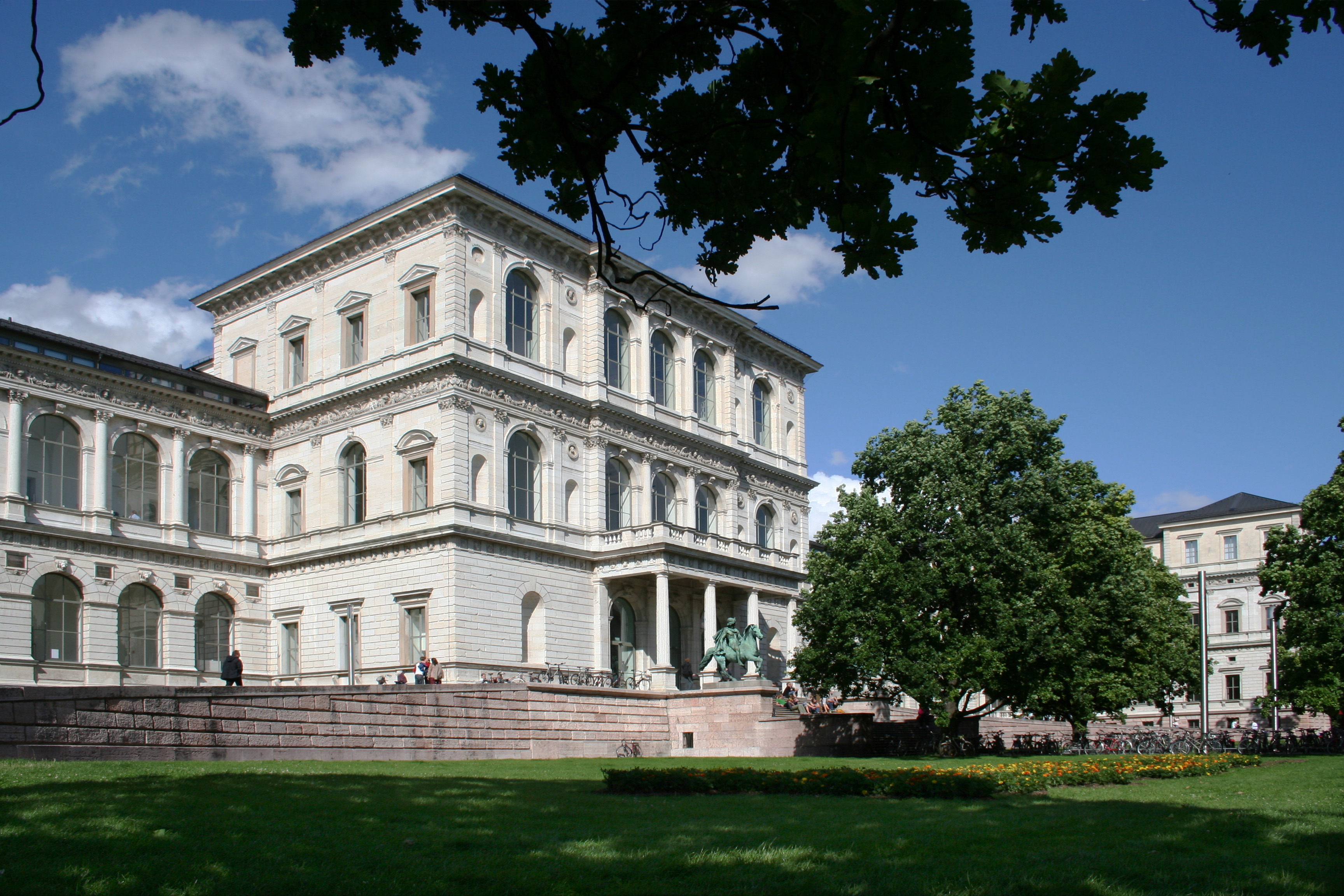
Müncheni Képzőművészeti Akadémia

A 19. század közepére a Müncheni Akadémia világhírnévre tett szert. Itt tanított például Franz Defregger és Franz von Stuck festők, valamint Adolf von Hildebrand és Ludwig Michael Schwanthaler szobrászok. Franz von Lenbach ekkor töltötte itt diákéveit. Az Akadémia fénykorát Wilhelm von Kaulbach, s utódai, Karl von Piloty és Nikólaosz Jízisz alatt élte.
Mindenekelőtt diákjainak későbbi hírneve mutatja az akadémia jelentőségét a századfordulón: a hallgatók között volt Lovis Corinth, Otto Mueller, Vaszilij Vasziljevics Kandinszkij, Alfred Kubin, Paul Klee, Franz Marc, Richard Riemerschmid, Max Nonnenbruch, Otto Greiner, Bruno Paul, Giorgio de Chirico, Ernst Oppler és Fritz Schaefler.

### A két világháború közötti időszak és a nemzetiszocializmus
Az első világháború után az Akadémia gyorsan elvesztette jelentőségét, és a Bajor Tanácsköztársaság elnyomó légkört hagyott maga után. 1924-ben German Bestelmeyer kormánybiztosként átvette a Kunstgewerbeschule (Művészeti és Iparművészeti Iskola) felügyeletét, és kikényszerítette az együttműködést az akadémiával. 1933 után az Akadémia a nemzetiszocialista kultúrpolitika egyik fontos központja volt. Az Akadémiára olyan náci művészeket nevezték ki, mint Adolf Ziegler és Joseph Thorak szobrász, míg a „nem árja” professzorokat elbocsátották. A már nagyrészt leváltott elnököt, Karl Caspart (1922-től) 1937-ben nyugdíjazták, majd Bestelmeyer vezetésével az 1910 után alkotott úgynevezett „Verfallskunst” („pusztulás művészete”) körébe tartozó műveket távolították el az Akadémiáról.

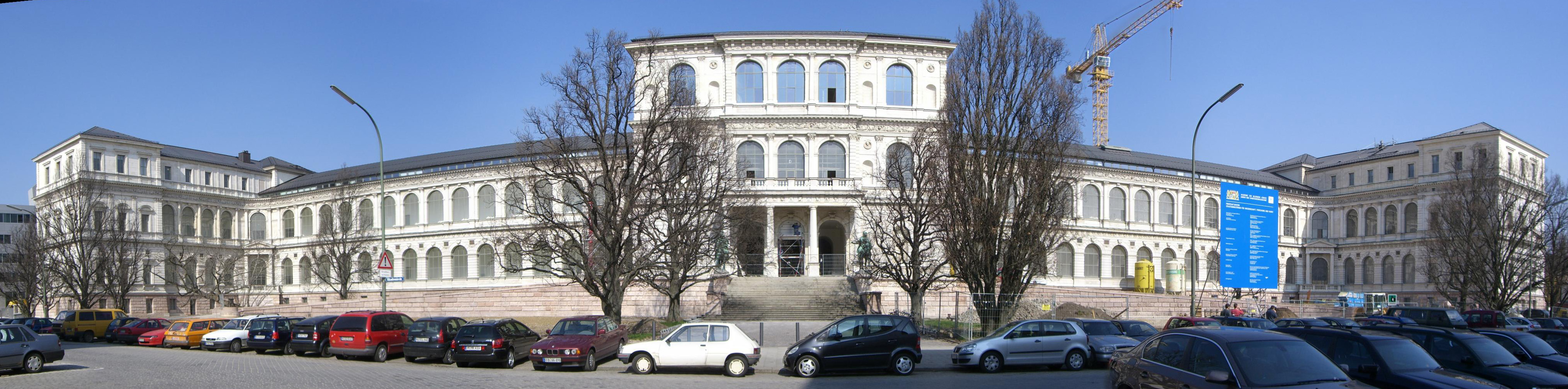
Kilátás az Akadémiára az Akademiestrasse felől

Bestelmeyer 1942-ben halt meg, és pompás állami temetésben részesült. Halála után ideiglenesen Bernhard Bleeker vette át az Akadémia vezetését. Egy 1944 júliusi bombatámadás során az Akadémia épülete nagyrészt megsemmisült, a műalkotások, gipszöntvények és jelmezek gyűjteménye, valamint az archívum kárba veszett. A kihelyezett művészeti könyvtár nagyrészt megőrződött, és ma a maga nemében az egyik legjobb, mintegy 90 000 kötettel. Azonban csak belső használatra szolgál.

### 1945 után
1945 októberében a katonai kormányzat elbocsátotta az NSDAP egykori tagjait és a náci korszak művészeit, a megbízott igazgatói posztot Adolf Schinnerer vette át. 1946-ban megalakult az Iparművészeti Akadémia. Az Akadémia 1953-ban kapta meg mai nevét. A háború utáni években azonban a müncheni akadémia nehezen tudott megszabadulni nemzetiszocialista jellegétől és felzárkózni a nemzetközi modernséghez. A sikertelen nácítlanítás legvitatottabb példája Hermann Kaspar volt, aki a Harmadik Birodalom egyik kulturális prominense volt, és 1956 és 1972 között ismét a festészet professzoraként dolgozott.
Az 1950-es években az akadémián megalakult a SPUR művészcsoport. 1967. június 26-án létrejött a „Szocialista Művészeti Hallgatók Egyetemi Csoportja” (HSK)". 1968-ban Rainer Werner Fassbinder anti-színházának több darabját is bemutatták az akadémián. Az Akadémiát 1969. február 22-én Ludwig Huber kulturális miniszter bezáratta, de egy közigazgatási bírósági döntés hatályon kívül helyezte a döntést. 1978-ban Franz Bernhard Weißhaar minisztériumi kinevezése ismét heves vitákhoz vezetett. 1989-ben az Universität metróállomás nem használt emeletén épült fel az AkademieGalerie. 2005-ben avatták fel a modern bővítményt az Akademiestrasse 2. szám alatt.

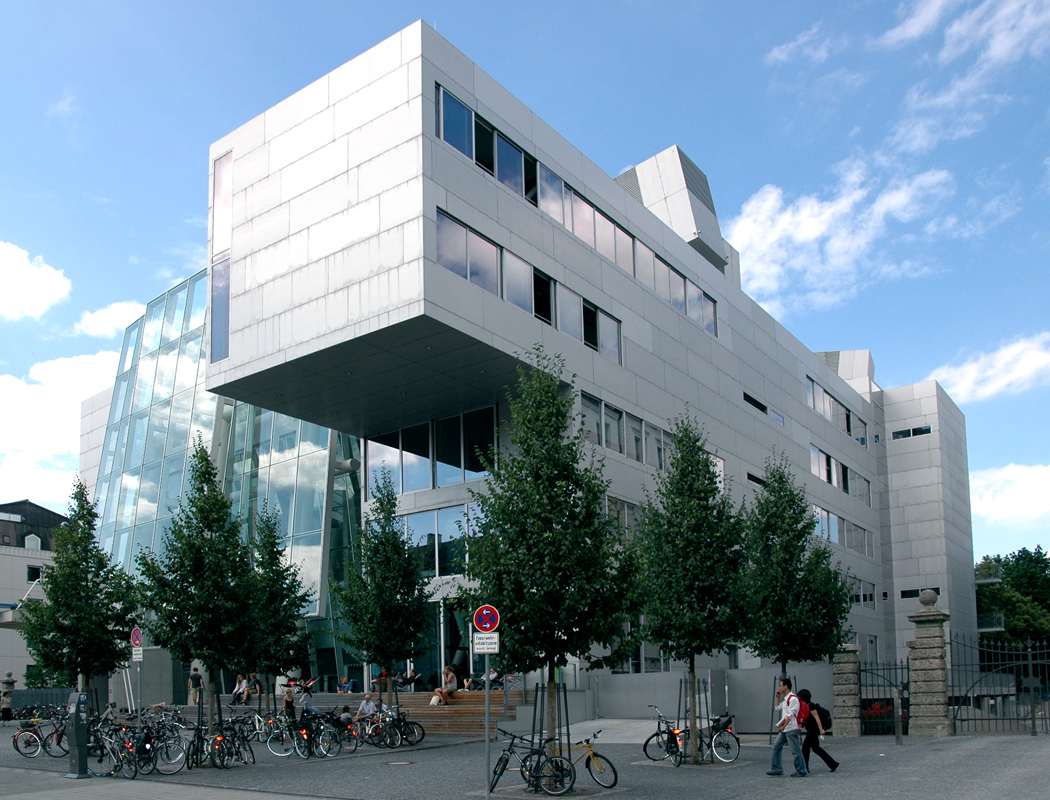
Az Akadémia bővítménye

### Rektorok
- Wieland Schmied, 1988 és 1993 között
- Olaf Metzel, 1995 és 1999 között
- Ben Willikens, 1999 és 2004 között
- Nikolaus Gerhart, rektor, illetve elnök 2004 és 2010 között
- Dieter Rehm, elnök 2010-től 2022-ig, két hivatali időszak alatt
- Karen Pontoppidan, elnök 2022. április 1. óta

## Épülete
Az akadémia régebbi, neoreneszánsz épületét Gottfried von Neureuther tervezte, és 1876 és 1885 között épült. Neureuther következetesen pilasztereket használt az Akadémia homlokzatain a falfelületek strukturálására. A Castor és Pollux bronz lovasfiguráival díszített lépcsősort Max von Widnmann tervezte. Miután az Akadémia a háború alatt elpusztult, az 1950-es években Sep Ruf állította helyre. A történelmi épület általános felújítása mára befejeződött, a műemlék kertet is helyreállították.
2005. október 26-án megnyílt a Coop Himmelb(l)au építésziroda által dekonstruktivista stílusban tervezett modern bővítmény. Az új épületben számos műhely, valamint az adminisztráció egy része is helyet kapott.

## Neves hallgatói és tanárai

### Oktatók
- Lawrence Alma-Tadema
- Hermann Anschütz
- Anton Ažbe (1884–1885)
- Nikolaus Gysis
- Peter von Cornelius
- Res Ingold
- Max Klinger
- Franz von Lenbach
- Walter Maurer (1990–2000)
- Robin Page (1981–1998)
- Eduardo Paolozzi (1981–1989)
- Sean Scully
- Jacob Ungerer (1890–1920)
- Arthur von Ramberg
- Gerd Winner (1936)

### Diákok
- Josef Albers (1919–1920)
- Franz Ackermann (1984–1988)
- Erwin Aichele
- Henry Alexander
- Cuno Amiet (1886–1888)
- Octav Băncilă
- Vladimir Becić
- René Beeh
- Ignat Bednarik
- Claus Bergen
- Robert Julius Beyschlag
- Friedrich Brugger
- Harry Chase
- William Merritt Chase
- Giorgio de Chirico
- Albert Chmielowski
- Susanne Clausen
- Lovis Corinth (1880–1884)
- William Jacob Baer (1880–1884)
- Menci Clement Crnčić
- Thomas Demand
- Samuel Friedrich Diez
- Edgar Downs (1876–1963)
- Frank Duveneck
- Valentin Peter Feuerstein (1917–1999)
- Lothar Fischer (1952–1958)
- Günther Förg
- Wilhelm Heinrich Funk),
- Karl Gatermann
- Herbjørn Gausta
- Dimitrios Geraniotis (1871–1966)
- Aleksander Gierymski (1846–1874)
- Maksymilian Gierymski (1850–1901)
- Louis Grell (1887–1960)
- Rita Grosse-Ruyken (1971–1977)
- Nicholaos Gysis (1842–1901)
- Karl Michael Haider (1846–1912)
- Herman Hartwich (1853–1926)
- Hermann Helmer
- Hernádi-Herzl Kornél
- Oskar Herman
- Louis Christian Hess
- Peter von Hess
- Hallgrímur Helgason (1959)
- Friedrich Hohe (1802–1870)
- Elmyr de Hory (1906–1976)
- Jörg Immendorff (1984–1985)
- Wassily Kandinsky (1866–1944)
- Robert Koehler (1873–1875)
- Elisaveta Konsulova-Vazova (1881–1965)
- Alfred Kowalski
- Miroslav Kraljević
- Alfred Kubin
- Paul Klee
- Wilhelm Leibl
- Maximilian Liebenwein (1869–1926)
- Richard Lindner (1925–1927)
- Melissa Logan
- Ştefan Luchian
- Mahirwan Mamtani (1935)
- Franz Marc (1900–1903)
- Jan Matejko
- Dieter Mathoi (1963–1967)
- János Mattis-Teutsch
- Mato Celestin Medović (1890–1893)
- Vadim Meller
- Josef Moroder-Lusenberg (1876–1880)
- Alphonse Mucha
- Otto Mueller
- John Mulvany (1839–1906)
- Adolfo Müller-Ury
- Edvard Munch
- Alex Murray-Leslie
- Hubert Netzer (1865–1939)
- Elisabet Ney (1981–1989)

## Fordítás
- Ez a szócikk részben vagy egészben  az   Akademie der Bildenden Künste München című német Wikipédia-szócikk ezen változatának fordításán alapul.  Az eredeti cikk szerkesztőit annak laptörténete sorolja fel. Ez a jelzés csupán a megfogalmazás eredetét és a szerzői jogokat jelzi, nem szolgál a cikkben szereplő információk forrásmegjelöléseként.